# Arichanna albovittata
Arichanna albovittata är en fjärilsart som beskrevs av Moore 1887. Arichanna albovittata ingår i släktet Arichanna och familjen mätare. Inga underarter finns listade i Catalogue of Life.